# Next (site web)
Pour les articles homonymes, voir Next.
Next (anciennement PC INpact puis Next INpact) est un site d'actualité français traitant principalement du numérique et des nouvelles technologies. Fondé le 5 mai 2003 par Christophe Neau, il est édité par une société indépendante jusqu'en septembre 2023, date à laquelle il est racheté par la holding oui.do/things : Ferdinand Chevrant-Breton en est, depuis lors, le gérant.

## Historique

### Contenu et ligne éditoriale
Le média naît de la fermeture d'INpact Hardware, un site web axé sur le matériel informatique initialement créé en juillet 2000 par Christophe Neau. Relancé en 2003 par ce dernier sous la forme d'une SARL de presse, il prend le nom de « PC INpact » afin de marquer l'évolution éditoriale du site vers un traitement journalistique plus large de l'informatique, du numérique et des domaines — notamment juridiques — qui y sont liés. Le site comporte également une partie forums axée sur ces mêmes thématiques et qui fédère la communauté de ses lecteurs.
D'après un classement du Journal du Net publié en septembre 2011, PC INpact totalisait environ 500 000 visiteurs uniques par mois à cette période.
En septembre 2013, PC INpact s'associe avec Arrêt sur images pour produire l'émission bimensuelle 14h42. Présentée par Jean-Marc Manach, elle traite de questions liées au numérique et à la vie privée jusqu'à son arrêt en avril 2015.
En avril 2014, PC INpact change de nom pour « Next INpact ».
Dans un article publié en juillet 2015, le quotidien La Libre décrit Next INpact comme un média « qui se distingue par sa régularité et sa qualité […] pour les passionnés [d'informatique] francophones », « régulièrement repris par des journaux papier français considérés comme des références », et précise qu'il compte « une dizaine de journalistes et collaborateurs occasionnels ».
En août 2016, le site crée, à nouveau en partenariat avec Arrêt sur images, La Presse Libre, une plateforme de mutualisation d'abonnements à différents titres de presse en ligne. Son développement commence en 2015, et elle se rémunère en prélevant une commission de 10 % sur les abonnements souscrits. Le service ferme cependant ses portes en septembre 2022 en raison d'un manque de moyens pour le maintenir.
Peu après son rachat, en novembre 2023, Next INpact change de nom pour « Next » et déploie progressivement une nouvelle version de son site, accompagnée d'une nouvelle charte graphique et d'un nouveau nom de domaine.

### Situation financière et évolution de l'actionnariat

#### Modèle économique et premières difficultés
Étant donné que le site repose essentiellement sur la publicité en ligne pour se financer dans ses premières années, il est très dépendant de son référencement par les moteurs de recherche et connaît de premières difficultés financières en 2009, ce qui le conduit au lancement d'une offre payante facultative dans le courant de cette même année.
Le site commence à publier certains de ses contenus sous paywall en 2013 ; l'offre payante comptait ainsi 5 500 souscripteurs en juillet 2015.
En juin 2017, 80 % de la production quotidienne d'articles sur le site était réservée aux abonnés, dont le nombre s'élève alors à 7 390 souscripteurs — la publicité ne représentait, quant à elle, plus que 10 % des revenus du média.
Le modèle économique de Next INpact est présenté en 2019 comme « basé sur l'abonnement payant, la publicité, les dons et le mécénat », le site visant « les 20 000 abonnés à court terme et les 50 000 à long terme ».

#### Risque de cessation de paiements en 2022
En juillet 2022, Christophe Neau publie un portrait de la « situation financière très difficile » dans laquelle se situe alors Next INpact, craignant un arrêt prochain du média en l'absence de nouveau fonds. La baisse des prix de la publicité en ligne et la faible croissance des abonnements payants au site — dont le nombre s'élève, à cette période, à 7 600 souscripteurs — inhibent les recettes de l'entreprise, qui ne permettent plus de régler toutes les dépenses mensuelles auxquelles elle fait face. La possibilité de créer un fonds de dotation auquel Christophe Neau cèderait ses parts, et qui deviendrait dès lors propriétaire du média, est, à cette période, envisagée depuis plusieurs mois par la rédaction pour éviter l'arrêt du site,.
Dans les trois semaines qui suivent la parution de l'article, un important nombre de renouvellements d'abonnement et de dons sont enregistrés par l'entreprise, lui permettant d'éviter un dépôt de bilan immédiat.

#### Nouvelles difficultés et rachat en 2023
En juin 2023, l'entreprise est à nouveau au bord de la faillite et déclare avoir besoin de 200 000 euros pour se relancer. À la recherche d'un repreneur pour le site, Christophe Neau annonce finalement le 11 septembre qu'il a trouvé un acquéreur et que les 76 % de parts qu'il détient dans l'entreprise éditant Next INpact lui seront cédées deux semaines plus tard. La holding oui.do/things, dirigée par Ferdinand Chevrant-Breton, devient ainsi propriétaire du titre à compter du 25 septembre 2023.

## Identité visuelle

Logo utilisé de 2003 à 2010.
Logo utilisé de 2010 à avril 2014.
Logo brièvement utilisé en 2014.
Logo utilisé d'août 2014 à novembre 2023.
Logo transitoire utilisé en novembre et décembre 2023.
Logo utilisé depuis janvier 2024.